# Nichtorganisierter Staat
Der Mythos vom nichtorganisierten Staat (rumänisch: stat neorganizat) war ein ideologisches Konstrukt der nationalkommunistischen Geschichtsschreibung Rumäniens während der Ceaușescu-Ära. Der Hauptzweck dieses Konstrukts bestand darin, eine dogmatische Auslegung der sogenannten Kontinuitätstheorie zu stützen und Lücken in dieser Theorie zu füllen. Der in sich widersprüchliche Begriff „nichtorganisierter Staat“ wurde erstmals erwähnt in dem am 18. Dezember 1974 angepassten und Anfang 1975 veröffentlichten Programm der Rumänischen Kommunistischen Partei.

## Lösung für ein Kontinuitätsproblem

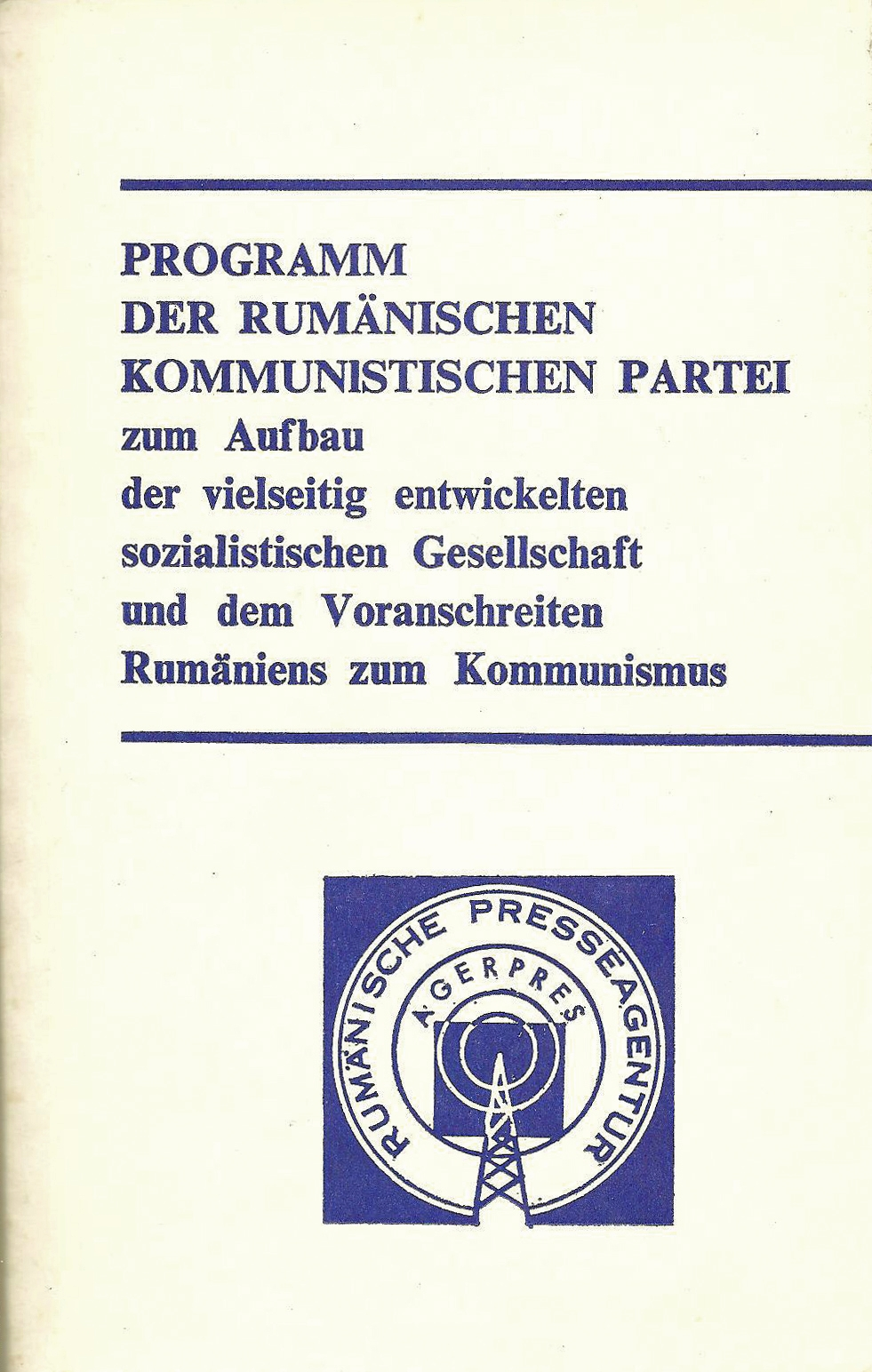
Programm der Rumänischen Kommunistischen Partei (1975)

Nach der Dako-romanischen Kontinuitätstheorie vermischten sich Daker und Römer früh und blieben auch nach dem Abzug der römischen Garnisonen ununterbrochen im Lande. Offen bleibt die Frage, wieso es zwischen dem Abzug der Römer (271/74) und dem legendären Beginn der Herrschaft der ersten Woiwoden bzw. Fürsten Siebenbürgens, der Moldau und der Walachei (1274)  nördlich der Donau 1000 Jahre lang keine rumänischen Staatsgebilde gab. Stattdessen hatten sich in dieser Zeit Goten, Gepiden, Hunnen, Awaren, Bulgaren, Russen, Petschenegen, Kumanen, Mongolen und Tataren in der Herrschaft über die Landesgebiete abgelöst.
Ab 1974/75 entwickelten kommunistische Historiker den Protochronismus weiter und wandelten ihn ab. Angelehnt an Nicolae Iorgas Thesen eines frühen Volks-Romanien aus der Vorkriegszeit behaupteten sie, alle Eroberer zwischen „Gotensturm“ und „Mongolensturm“ hätten Rumänien letztlich nur durchzogen bzw. vorübergehend jeweils nur die wichtigsten Orte und Verbindungsstraßen beherrscht; als Nomadenvölker hätten sich die meisten nicht dauerhaft angesiedelt. Zudem wäre Rumänien damals dünn besiedelt gewesen, und auch die Eroberer seien nicht so zahlreich gewesen, dass sie überall auf Einheimische getroffen wären. Die einheimische dako-romanische Bevölkerung sei in entlegenere und schwerer zugängliche Gebiete (Gebirge, Wälder, Sümpfe) abgedrängt worden bzw. habe sich dorthin zurückgezogen. In kleinen nichtstaatlichen Solidargemeinschaften bzw. freien Kommunen hätten die Dako-Romanen ihr Überleben und Fortbestehen doch irgendwie organisiert. Kontakte, kulturelle Verbindungen und Bündnisse zwischen diesen Gemeinschaften hätten stets fortbestanden. Aus den kleineren Gemeinschaften seien allmählich größere Feudalherrschaften, die Woiwodate, entstanden.

„Der Niedergang des Römischen Reiches und sein Rückzug aus Dazien [d.h. Dacien bzw. Dakien] hinterliessen auf diesem Territorium einen nichtorganisierten Staat, was sich in der Kampf- und Widerstandskraft gegenüber dem Ansturm der Wandervölker fühlbar machte. Jahrhundertelang musste das aus der Verschmelzung von Dakern und Römern hervorgegangene neue Volk - das rumänische Volk - einen erbitterten, unablässigen Kampf führen, um trotz der geschichtlichen Widrigkeiten sein Wesen zu bewahren und sich die Kontinuität in dem Gebiet, in dem es entstanden war und sich entwickelt hatte, zu sichern [...] Allmählich, zugleich mit dem Ende der Völkerwanderung, begann die Bevölkerung auf dem Gebiet des alten Dazien ihr Leben in verschiedenen kleinen staatlichen Gebilden zu organisieren. Die Entstehung der Woiwodate kennzeichnete eine neue Epoche in der Geschichte des rumänischen Volkes...“

Der rumänische Historiker Lucian Boia bezeichnete die Erfindung eines nichtorganisierten Staates als einen Versuch des Ceauşescu-Regimes, das kommunistische Rumänien um jeden Preis so tief wie möglich in der Vergangenheit zu verankern, um somit zu den ältesten Nationen Europas zu zählen. Der nationalkommunistische Erklärungsansatz, die Dako-Romanen hätten sich in entlegene Gebiete zurückgezogen, wurde zwar von kommunistischen Historikern der „Bruderstaaten“ des Ostblocks übernommen (vor allem von sowjetischen und ostdeutschen), nicht jedoch der Begriff des „nichtorganisierten Staates“.

## Weblink
- antena3.ro vom 30. Januar 2013: The 1000 years black hole in the Romanians history